# Jakob Woller

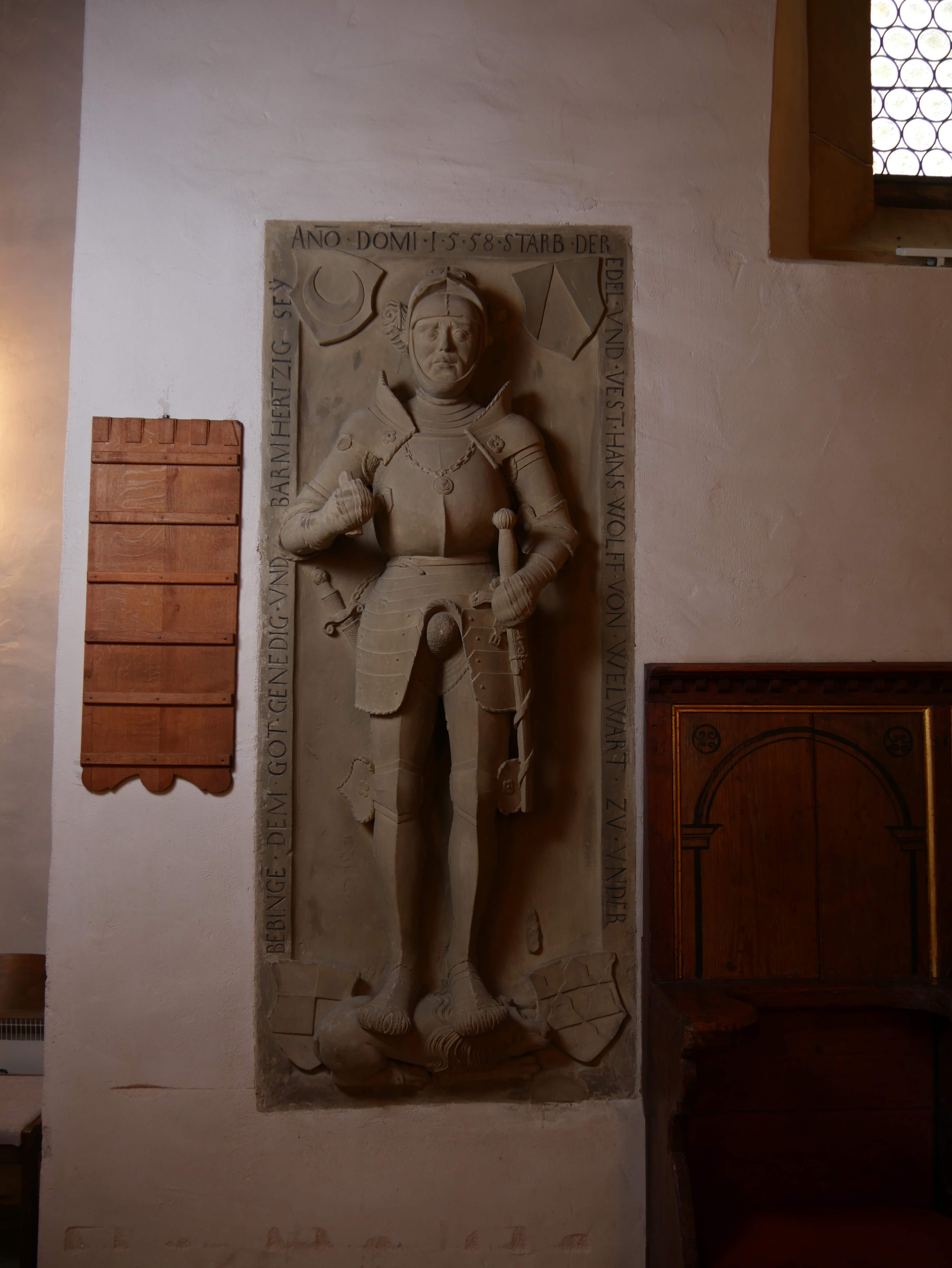
Epitafio de Hans Wolf von Woellwarth

Jakob Woller (alrededor de 1510 probablemente en Schwäbisch Gmünd - † 1564 en Tubinga) fue un escultor alemán del Renacimiento.

## Biografía
Jakob Woller, nació alrededor de 1510 probablemente en Schwäbisch Gmünd, una población al oeste de Baden-Wurtemberg (sur de Alemania).
Entre 1544 y 1549 Woller estuvo trabajando en Gmünder según los registros antiguos. 
Alrededor de 1550 ejecutó las obras de la tumba de Hans Wolf von Woellwarth en la iglesia protestante de San Miguel en Oberböbingen.
En 1556 se trasladó a Tubinga para continuar trabajando en el sitio de entierro de la Cámara funeraria de Württemberg, en el coro de la iglesia colegiata.
Su sucesor fue su hijastro Leonard Baumhauer.

## Obras
- Conjunto funerario de Hans Wolf von Woellwarth, Iglesia evangélica de St. Michael, Oberböbingen 48°48′41″N 9°55′21″E / 48.81139, 9.92250